# Afrolimnichus oblongus
Afrolimnichus oblongus är en skalbaggsart som beskrevs av Delève 1974. Afrolimnichus oblongus ingår i släktet Afrolimnichus och familjen lerstrandbaggar. Inga underarter finns listade i Catalogue of Life.